# 前田鼎
前田 鼎（まえだ かなえ、1886年（明治19年）4月16日 - 1961年（昭和36年）7月2日）は、医学者、京都帝国大学医学部長・名誉教授。第三高等学校長も務めた。

## 略歴
前田鼎は、1886年（明治19年）4月16日に滋賀県高島郡大溝村（現滋賀県高島市）の前田文良の三男として生まれた。前田家は代々大溝藩殿医を務めた。滋賀県立第2中学校（滋賀県立膳所高等学校）から1907年（明治40年）第三高等学校第三部を、また1911年（明治44年）京都帝国大学医科大学を卒業した。
卒業後荒木寅三郎教授に師事し医化学教室へ入室、同年12月には助手に任ぜられ、1915年（大正4年）6月荒木教授の京都帝国大学総長就任に伴い助教授に昇任した。直後に文部省在外研究員としてアメリカ合衆国への留学を命じられ、1919年（大正8年）9月に帰国した。帰国後の11月京都帝国大学医化学講座第2代教授に就任し、医学博士学位を授与された。また、1927年（昭和2年）には京都帝国大学化学研究所所員を兼ね、1935年（昭和5年）大阪女子高等医学専門学校（現関西医科大学）長も兼務した。
1936年（昭和11年）京都帝国大学医学部長をとなった後、1941年（昭和16年）に第三高等学校長を命じられ、医学部教授を退職した。1946年（昭和21年）第三高等学校長を退官後、京都大学名誉教授に叙され、1948年（昭和23年）大阪女子医科大学（旧大阪女子高等医学専門学校）長となった。関西医科大学に校名変更後も学長を勤め1958年（昭和33年）病気療養のため学長職を辞任した。腹部腫瘍の手術後1961年（昭和36年）7月2日胃内出血により死去した。
前田が師事した荒木から、医学者としも申し分ないがそれ以上に教育者としての面を評価されたと伝えられる。また、女子医専（女子医科大学）については当時その存続を危ぶむ声が多くあったが、前田は創立後2年目の大阪女子高等医学専門学校長となり基盤作りを行い、医科大学へ移行の為予科を創設した直後の1948年（昭和23年）大阪女子医科大学学長となり、翌年大阪女子医科大学学部開設し1952年（昭和27年）には新制大阪女子医科大学への昇格認可を得た。1954年（昭和29年）には男女共学化のため関西医科大学への進化を陣頭に立ち成し遂げた。

## 関連事項
研究論文
- 「財団法人服部報公会 研究抄録 第5輯 1939年」 P34「細菌の化學的組成（第1報） 明石修三共同研究」の項（）
- 「財団法人服部報公会 研究抄録 第7輯 1939年」 P37「細菌の化學的組成（第2報） 明石修三他共同研究」の項（服部報公会）

前田鼎に係る書籍
- 「日本医事新報(796) 1937年12月」 「彼氏の素描…前田鼎博士」の項（日本医事新報社）
- 「日本医事新報(974) 1941年5月」 「彼氏の素描　前田鼎博士 - 最適任の第三高校長」の項（日本医事新報社）
- 「日本医事新報(1376) 1950年9月」 「人 - 前田鼎氏」の項（日本医事新報社）
- 「日本医事新報(310) 1928年7月」 「大阪女子高等醫學専門學校の設立認可」の項（日本医事新報社）
- 「大大阪之医界」 「大阪女子高等醫學專門學校」の項（羽原熊二郎著 医風社出版部 1930年）
- 「関西医科大学四十年の歩み 」（関西医科大学 1968年）